# Comcast
Comcast Corporation est une grande entreprise américaine principalement présente dans les télécommunications et les médias.
Le groupe est le premier câblo-opérateur et fournisseur d'accès à internet américain.
Il détient également la chaine CNBC, le groupe britannique Sky ainsi que les studios Dreamworks Animation et NBC Universal.
Comcast est coté à la bourse de New York.
Son siège est situé à Philadelphie, en Pennsylvanie.

## Historique
Comcast a été créé en 1963 sous le nom American Cable Systems par Ralph J. Roberts, Daniel Aaron et Julian A. Brodsky qui selon les conseils de Pete Musser achètent leur premier système câblé à Tupelo dans le Mississippi. En 1969, la société est déclarée en Pennsylvanie sous le nom Comcast Corporation.
En 1986, Comcast prend une participation de 25 % du Group W Cable. En 1988, Comcast achète 50 % de Storer Communications ainsi que l'opérateur de téléphonie mobile American Cellular Network Corporation. En 1990, elle achète Metrophone qu'elle fusionne avec American Cellular Network. En 1994, elle achète la division câble de Maclean-Hunter devenant le troisième câblo-opérateur américain.
En 1995, Comcast prend une participation majoritaire dans le fabricant électronique QVC qu'elle revend en 2004 à Liberty Media. En 1996, Comcast lance Comcast Online un service d'accès à internet par le câble. En 1997, Microsoft investit un milliard d'USD dans Comcast.
En 1998, Comcast vend sa filiale britannique à NTL. En janvier 1999, Comcast vend sa filiale de téléphonie mobile à SBC Communications. Quelques mois plus tard, Comcast achète Greater Philadelphia Cablevision et annonce sa fusion avec MediaOne pour 60 milliards d'USD. Elle ne sera effective que trois ans plus tard[réf. nécessaire].
En 2002, Comcast rachète AT&T Broadband (la division télévision par câble de AT&T) pour 72 milliards de dollars, devenant ainsi le premier câblo-opérateur américain.
En 2005, Comcast est l'actionnaire majoritaire des chaînes de télévision par câble Comcast-Spectacor, Comcast SportsNet (Chicago, Philadelphie, Sacramento et agglomération de Washington / Baltimore), E! Entertainment Television, Style Network, G4, The Golf Channel et Outdoor Life Network.
Comcast a fait construire et possède à Philadelphie le plus grand gratte-ciel de la ville, le Comcast Center.
Le 23 juin 2008, Fandango, une filiale de Comcast a annoncé avoir acheté Movies.com au Walt Disney Internet Group.
Le 18 janvier 2011, Comcast obtient le feu vert de la FCC pour le rachat de 51 % de NBC Universal, portant la part de General Electric à 49 %. En février 2013, General Electric revend pour 18 milliards de dollars ses 49% restants à Comcast.
Le 6 juillet 2012, Comcast annonce exercer son option pour vendre sa part dans A&E Television Networks évaluée à 3 milliards d'USD, laissant Disney et Hearst copropriétaire avec 50 % chacun. Le 30 juillet 2012, la Federal Trade Commission valide la vente par Comcast de sa participation dans A&E Television Networks.
En février 2014, Comcast annonce le projet de racheter Time Warner Cable pour 45,2 milliards de dollars, alors qu'ils sont respectivement le premier et le second câblo-opérateur américain,. Le projet est abandonné en avril 2015, à la suite des pressions de l'autorité de la concurrence américaine.
En septembre 2015, Comcast annonce l'acquisition pour 1,5 milliard de dollars de 51 % de Universal Studios Japan, présent dans les parcs à thèmes.
Le 28 avril 2016, Comcast rachète le studio DreamWorks Animation pour la somme de 3,8 milliards de dollars (3,35 milliards d'euros).
En février 2017, Comcast annonce l'acquisition de la participation de 49 % qu'il ne détient pas dans Universal Studios Japan pour 2,27 milliards de dollars.

### 2018-2019: Tentative d'achat de la 21st Century Fox et achat de Sky
En février 2018, Comcast annonce lancer une offre d'acquisition de 31 milliards de dollars sur Sky, en compétition avec l'offre de 21st Century Fox et celle de Disney sur la Fox. Le 23 mai 2018, Comcast confirme vouloir lancer une nouvelle offre exclusivement en numéraire pour contrer Disney dans l'achat de la Fox,,.
Le 13 juin 2018, Comcast fait une offre d'acquisition de 65 milliards de dollars sur 21st Century Fox, en compétition avec l'offre Disney,,, comme l'offre de Disney, l'offre de Comcast n'inclue pas Fox News et une partie des activités autour du sport de 21st Century Fox. Le 11 juillet 2018, Comcast annonce l'augmentation de son offre d'acquisition sur Sky à 34 milliards de dollars, après que Disney ait relevé son offre. Le 19 juillet 2018, Comcast renonce à cette offre d'acquisition de la Fox après que Disney ait réenchéri mais poursuit sur Sky. Le 23 septembre 2018, Comcast remporte l'enchère sur Sky avec une offre à 17,28 £ par action totalisant 39 milliards d'USD contre Disney-Fox avec 15,67 £ par action,, toutefois cette perte pour Disney d'un acteur européen majeur de la télévision payante est salué en bourse le lendemain par une augmentation de 2 % tandis que Comcast chute de 6%,. Les analystes dont Todd Juenger de Bernstein saluent le retrait de Disney dans cette course aux enchères avec Comcast pour 21st Century Fox puis Sky car l'intérêt d'un opérateur de télévision payante, directe et satellitaire même majeur à l'échelle européenne s'accorde mal avec la stratégie de Disney axée sur la vidéo à la demande en service par contournement. Le 26 septembre 2018, Disney et 21st Century Fox acceptent de vendre la participation de 39 % dans Sky à Comcast, pour 15 milliards d'USD,,.
Le 14 mai 2019, Comcast annonce la signature d'un accord avec Disney pour la vente de sa participation dans Hulu à partir de janvier 2024, valorisant Hulu à 27,5 milliards de dollars au minimum,.
Le 9 juin 2025, Disney annonce avoir finalisé le rachat des parts de Comcast sur sa particapation dans Hulu en versant 439 millions de dollars à Comcast.

## Actionnaires
Liste des principaux actionnaires au 19 novembre 2019:
| The Vanguard Group                                      | 8,63% |
| SSgA Funds Management                                   | 3,79% |
| Massachusetts Financial Service                         | 2,97% |
| Wellington Management                                   | 2,76% |
| Fidelity Management & Research                          | 2,53% |
| BlackRock Fund Advisors                                 | 2,49% |
| Capital Research & Management (International Investors) | 2,26% |
| DF Holding                                              | 1,88% |
| ClearBridge Investments                                 | 1,88% |
| Capital Research & Management (World Investors)         | 1,86% |

## Controverses
En 2016, une étude considère Comcast comme la société la plus détestée par ses clients américains, celle en laquelle la confiance des consommateurs est la plus basse. L'une des causes évoquées est la facturation de services que les clients n'ont jamais demandé.
En mars 2018, Mathias Pfau, le cofondateur de Tutanota, une plateforme de courriel open source chiffré de bout en bout, affirme que Comcast a rendu inaccessible son service de messagerie à sa clientèle pendant environ 18 heures sur une période allant de la soirée du 1er mars jusqu'à la matinée du 2 mars. Selon lui, « Ce blocage – qu'il soit malveillant ou accidentel – montre combien les fournisseurs d'accès à Internet ont de pouvoir sur notre expérience en ligne, et c'est choquant ».